# Смоленська (станція метро, Філівська лінія)
55°44′55″ пн. ш. 37°34′58″ сх. д. / 55.74861° пн. ш. 37.58278° сх. д.
«Смоленська» (рос. Смоленская) — станція Філівської лінії Московського метрополітену. Розташована між станціями «Арбатська» і «Київська». Між «Смоленською» і «Київською» є відкрита дистанція і побудований в 1937 Смоленський метроміст.
Була відкрита 15 травня 1935 у складі першої черги «Вулиця Комінтерну» (на середину 2010-х — «Олександрівський сад») — «Смоленська».
1953 — 1958 дистанцію мілкого закладення «Калінінська» — «Київська» було закрито. Станцію використовували під склад.

## Вестибюлі й пересадки
За первинним проектом станція мала два вестибюлі: західний, який знаходився на зовнішній стороні Садового кільця; і східний, який знаходився посередині Садового кільця. Західний вестибюль сполучався з містком над коліями, у західній стороні станції. Східний вестибюль сполучався підхідним коридором з підземною галереєю, яка проходила під землею паралельно станції. Підземна галерея закінчувалася виходами до містків над коліями, розташованими у західній та східній сторонах станції
Східний вестибюль розташовувався посередині Садового кільця, і був розібраний при його розширенні через два роки після відкриття станції. Виходи з підземної галереї на станцію були замуровані, замість них зробили виходи на поверхню. Галерея стала підземним переходом під вулицею, до речі найпершим у Москві. Підхідний коридор від колишнього східного вестибюля до підземної галереї, зберігся. Сам підхідний коридор схований за залізними дверима, і тепер там службові приміщення.
Зараз на станції один вестибюль (західний), вбудований у будівлю на зовнішній стороні Садового кільця. Сучасний вестибюль було вбудовано у житловий будинок у середині 1950-х років, замінивши первісний, виконаний у вигляді окремої будівлі. Місток над коліями в східній стороні станції де раніше був вихід, зберігся. Але сходи на прямуючі на місток, впираються в зачинені двері, за дверима знаходяться службові приміщення станції.

### Пересадки
- Автобуси: 220, 239, 379, с910, Б

## Технічна характеристика
Конструкція станції — колонна мілкого закладення (глибина закладення — 8 м). Споруджена за типовим проектом з монолітного бетону та залізобетону.

## Оздоблення
Колони оздоблені сірим мармуром, підлога оброблена рожевим мармуром. Колійні стіни оздоблені бежевою шестикутною метлаською плиткою вгорі і сірою чотирикутною з долу.

## Колійний розвиток
В 1935—1937 роках станція була кінцевою. Для обороту існував пошерсний з'їзд з боку «Арбатської». Потяги прибували тільки на першу колію і з нього ж виїжджали назад. Надалі з'їзд було розібрано.